# Ultragryllacris
Ultragryllacris — рід прямокрилих комах родини Stenopelmatidae. Включає 7 видів. Поширений у Південно-Східній Азії.

## Види
- Ultragryllacris alboclypeata Gorochov & Dawwrueng, 2015 — Таїланд.[1]
- Ultragryllacris chandra Dawwrueng, Gorokhov & Suwannapoom, 2023 — захід Таїланду[2]
- Ultragryllacris intermediata Dawwrueng, Gorokhov & Suwannapoom, 2023 — північ Таїланду[2]
- Ultragryllacris jiaranaisakuli Dawwrueng, Gorokhov & Suwannapoom, 2023 — захід Таїланду[2]
- Ultragryllacris nan Ingrisch, 2018 — Таїланд[1]
- Ultragryllacris pulchra Gorochov & Dawwrueng, 2015 — Таїланд[1]
- Ultragryllacris rubricapitis Bin & Bian, 2021 — провінція Юньнань на півдні Китаю.[1]

Колишній вид U. triangula Ingrisch, 2018 знижено до рівня підвиду U. alboclypeata (U. a. triangula).